# Супергеройське кіно
«Супергеройське кіно» (англ. Superhero Movie) — кінокомедія 2008 року, пародія на фільми про супергероїв. Режисер і автор сценарію Крейг Мезін. Спіноф франшизи «Дуже страшне кіно».

## Сюжет
Рік Райкер (Дрейк Белл) — учень середньої школи, звичайний невдаха. Тікає від скінхедів, дружить з хлопцем, що захоплюється сучасними технологіями, і закоханий в красуню-сусідку Джил Джонсон (Сара Пекстон).
Так вийшло, що на екскурсії по одній лабораторії він впав в лайно і, щоб очистити сорочку, випадково взяв замість води H2O9— кислоту, через яку у тварин настає статевий потяг. І ось, коли всі тварини оточили його «турботою», прилетіла бабка-мутант і вкусила в шию.
У результаті, у нього розвинулась такі здібності, як неймовірна сила і міцна шкіра.
Однак він намагається бути обережним з тих пір, як загинув його батько — загибель, в основному, сталася через Ріка.
Пізніше мало не загинув його дядько Альфред (Леслі Нільсен).
Протистоїть Ріку другий супермутант — Лу Ландерс (Крістофер МакДональд), голова лабораторії, в якій був Рік, і який став помилкою невдалого експерименту. Тепер Лу Ландерс — «Годинникар», він краде час у інших людей, для того щоб стати безсмертним. Також він дядько бойфренда Джил.
Щоб стати професійним героєм, Ріка забирає телепат Ксав'єр і відводить до школи, де йому попадуться Росомаха, Шторм, Джонні Шторм і грудаста Дівчина-невидимка (Памела Андерсон).
Тепер Рік називається «Бабкоменом» і хоче присвятити себе боротьбі зі злочинністю. Єдине, чого йому не вистачає — уміння літати.
І в один день наш герой зустрічає свого майбутнього головного ворога. Після битви лиходій обіцяє повернутися. Незабаром Годинникар дізнається таємницю — хто насправді Рік, а Джил закохується в Бабкомена.

## Ролі
- Дрейк Белл — Рік Райкер / Бабкомен
- Сара Пекстон — Джилл Джонсон
- Крістофер МакДональд — Лу Ландерс / Годинникар
- Леслі Нільсен — Дядько Альберт
- Маріон Росс — Тітка Лусіл
- Кевін Гарт — Трей
- Раян Генсен — Ленс Лендерс
- Трейсі Морган — Професор Ксав'єр
- Реджіна Холл — дружина Ксав'єра
- Lil’ Kim — донька Ксав'єра
- Памела Андерсон — Дівчина-невидимка
- Саймон Рекс — Джонні Шторм / Людина-смолоскип
- Крейг Бірки — Росомаха
- Маріса Лорен — Шторм
- Ден Кастелланета — Карлсон
- Кіт Девід — Карлін
- Роберт Джой — Стівен Гокінг
- Майлз Фішер — Том Круз
- Говард Мунго — Нельсон Мандела
- Акі Алеонг — Далай-лама
- Джон Гетц — божевільний редактор
- Крейг Мезін — двірник (камео)

## Фільми, що пародіюються
- Люди Ікс (2000)
- Людина-павук (2002)
- Погані дівчиська (2004)
- Фантастична четвірка (2005)
- Бетмен: Початок (2005)

## Виробництво
Спочатку реліз фільму планувався на 9 лютого, 2007 під назвою «Супергерой!» за режисурою Девіда Цукера. Та все ж, реліз фільму було відкладено і він вийшов на великий екран аж 17 вересня, 2007 року у Нью-Йорку. Крісло режисера зайняв Крейг Мезін
Фільм не був попередньо показаний для критиків.
Це другий фільм Леслі Нільсена і Роберта Гейса (який грає роль батька Ріка). Раніше вони зіграли разом у фільмі Аероплан! (1980).
Джефрі Тембор зіграв свою роль під час дводенної перерви у зйомках «Хеллбой 2: Золота армія» (2008).
Крейг Бірко був обраний на роль Росомахи, він з'являється на плакаті та в титрах, але його сцени вирізали. У фінальному варіанті тільки Річард Тіллман з'являється як Росомаха.

## Сприйняття
Фільм отримав чотири з чотирьох зірок від газети Daily Bulletin.

## Цікаві факти
- У повній версії фільму, в самому кінці згадується Вікіпедія. Під час титрів показують смішні моменти під час зйомок, і там у розмові щодо Церилій/церилія доктор Стром говорить, що все, що він сказав, він прочитав у Вікіпедії.
- У героїв фільму, коли вони сидять за комп'ютером видно внизу три вкладки браузера, серед яких є Вікіпедія.
- На церемонії вручення міжнародних гуманітарних премій один з фотографів — Арнольд Шварценеггер.